# Сайм, Рональд
Сэр Ро́нальд Сайм (англ. Ronald Syme; 11 марта 1903 года, Элхем, Новая Зеландия — 4 сентября 1989 года, Оксфорд, Великобритания) — британский историк новозеландского происхождения, антиковед.
Член Британской академии (с 1944 года), профессор древней истории Оксфордского университета (с 1949 года). Кавалер Ордена заслуг (с 1976 года). Член Американского философского общества.

## Биография
Родился в небольшом городке Элхем в Новой Зеландии. Высшее образование получил в Оклендском университете, Университете Виктории в Веллингтоне, затем — в Оксфордском университете. Был пресс-атташе британских посольств в Белграде и Анкаре.
В своей центральной работе - также его первой крупной, «The Roman Revolution» (1939), Сайм анализирует структурные изменения в древнеримской политике и обществе во второй половине I века до н. э. — начале I века н. э. и оценивает их как революционные (отсюда — название книги). В этой работе Сайм, используя просопографический метод, анализирует состав древнеримской правящей элиты в этот период и приходит к выводу о фактическом отстранении от власти семей и родов, доминировавших в прошлом (Сципионы, Метеллы и др.), и о приходе в сенат новых, преимущественно незнатных людей.
Jean-Michel Roddaz указывает «Римскую революцию» "одной из главных исторических работ этого столетия".
Richard Miles (historian) отмечал, что "Сайм писал свою книгу под тенью итальянского фашизма 30-х годов, и ее резкое осуждение праздной и эгоистичной сенаторской элиты, уступившей контроль и достоинство правлению одного человека, обладает полемическим блеском, с которым невозможно сравниться".
Р. Сайм оставил работы по Гаю Саллюстию Криспу, Корнелию Тациту и Аммиану Марцеллину, а также другие работы.
В честь пятидесятилетия со дня выхода «Римской революции» должен был выйти опубликованный позже том Between Republic and Empire : Interpretations of Augustus and his Principate (Berkeley-Los Angeles, University of California Press, 1993). Самую читаемую книгу о поздней Римской республике со времен «Римской революции» Рональда Сайма, по Richard Miles (historian), напишет ужеТом Холланд в 2003-м (Rubicon: The Last Years of the Roman Republic).

## Основные работы
- The Roman Revolution (1939) — электронная версия на archive.org
- Tacitus, 2 vols (1958)
- Sallust (1964)
- Ammianus and the Historia Augusta (1968)
- Emperors and Biography (1971)
- History in Ovid (1978)
- Roman Papers, 9 vols (1979—1991)
- The Augustan Aristocracy (1986)
- Anatolica: Studies in Strabo (1995, посмертно)